# Pauline Hammarlund
Pauline Hammarlund (Stockholm, 1994. május 7. –) svéd női válogatott labdarúgó. A BK Häcken játékosa.

## Sikerei

### Klubcsapatokban
Svéd bajnok (1):
- Tyresö FF (1): 2012

 Svéd kupagyőztes (1):
- BK Häcken (1): 2019

### A válogatottban
Svédország
- Olimpiai ezüstérmes (1): 2016
- U19-es Európa-bajnoki aranyérmes (1): 2015